# John Hyams
John Hyams (...) è un regista, sceneggiatore e direttore della fotografia statunitense, noto soprattutto per il suo coinvolgimento nella serie Universal Soldier, per la quale ha diretto due puntate.
Hyams è il figlio del regista Peter Hyams.

## Biografia
Si è laureato alla Syracuse University School of Visual and Performing Arts, diventando un noto pittore e scultore che espone e vende opere a New York e Los Angeles. È diventato famoso a Hollywood nel 1997 dopo aver scritto, prodotto e diretto l'acclamato One Dog Day. Il film ha debuttato al Taos Talking Picture Film Festival. Successivamente ha diretto diversi documentari, in particolare The Smashing Machine, che segue la vita del lottatore Mark Kerr. Hyams ha anche diretto diversi episodi di NYPD Blue della ABC Television.
Nel 2009, ha rilevato il franchise Universal Soldier, dirigendo il film Universal Soldier: Regeneration, con Jean-Claude Van Damme e Dolph Lundgren, che è stato girato principalmente in Bulgaria con un budget di $ 9 milioni. Poi, nel 2012, ha scritto e prodotto un sequel chiamato Universal Soldier - Il giorno del giudizio, sempre con Van Damme e Lundgren. È stato girato in 3D con un budget di 8 milioni di dollari.

## Filmografia

### Film
- - One Dog Day (1997)
  - Universal Soldier: Regeneration (2009)
  - Dragon Eyes (2012)
  - Universal Soldier - Il giorno del giudizio (2012)
  - All Square (2018)
  - Alone (2020)
  - Sick (2022)

### Cortometraggi e documentari
- The Smashing Machine: The Life and Times of Extreme Fighter Mark Kerr (2002, documentario)
- Fight Day (2003, cortometraggio documentario)
- Rank (2006, documentario)
- The Razzle Dazzle (2009, cortometraggio)
- The Ignorant Bliss of Sun and Moon (2011, cortometraggio)

### Televisione
- NYPD Blue (2003-2005, 4 episodi)
- Giustizia cieca (2005, 1 episodio)
- Z Nation (2014-2015, 9 episodi)
- The Originals (2016, 2 episodi)
- Chicago Fire (2017, 1 episodio)
- Chicago PD (2017-2019, 4 episodi)
- Legacies (2019, 1 episodio)
- Black Summer (2019-2021, 9 episodi)
- Chucky (2022, 1 episodio)